# La Toba
La Toba település Spanyolországban, Guadalajara tartományban. La Toba Congostrina, Pinilla de Jadraque, Medranda, Jadraque, Membrillera, San Andrés del Congosto, Cogolludo, Semillas, Zarzuela de Jadraque és Hiendelaencina községekkel határos. Lakosainak száma 75 fő (2024).

## Népesség
A település népessége az utóbbi években az alábbiak szerint változott:
| Lakosok száma | 114  | 114  | 107  | 107  | 119  | 99   | 108  | 96   | 80   | 75   |
|               | 2001 | 2004 | 2006 | 2009 | 2011 | 2014 | 2016 | 2019 | 2021 | 2024 |